# ヘンリー・アーノルド
ヘンリー・ハーレー・“ハップ”・アーノルド (英語: Henry Harley "Hap" Arnold, 1886年6月25日 - 1950年1月15日) は、アメリカの陸軍軍人、空軍軍人。最終階級は陸軍元帥および空軍元帥。

## 生涯
1886年6月25日、アメリカ合衆国ペンシルベニア州グラッドワインのに生まれる。1903年、陸軍士官学校入学。
在学中の1907年にウェストポイントにいた時から“ハップ” (Hap) の愛称で呼ばれた。ハッピー (happy) に由来する。騎兵科を志したが成績が足りず、1907年に同校を卒業した際には歩兵少尉に任官。
その後2年間はフィリピンで第29歩兵部隊に配属する。1909年に帰国、信号兵部隊に配属。1911年4月、ライト複葉機の飛行訓練を受けるためにオハイオ州デイトンに帰国する。アーノルドはライト兄弟から2か月間の指導を受ける。1911年6月、アーノルドは最初期の飛行パイロットの一人となった 1912年には陸軍のパイロット資格も取得し、陸軍のパイロット第1号となった。騎兵科への転属願いを出すも却下されたアーノルドにとって、パイロットの道はなんとか歩兵科を脱するためのものであった。
その後、メリーランド州カレッジパーク信号隊航空学校の飛行士の教官に着任する。後に学校はジョージア州オーガスタに移動。1912年4月、アーノルドはカレッジパークに飛行任務のために戻る。1912年6月1日、アーノルドはバージェスライト飛行機を操縦して高度6540フィートの新記録を樹立する。また、ニューヨークとコネチカット州の空中演習に参加して様々な記録を残した。1912年10月9日、マッキー・トロフィーを受賞。1912年7月に飛行事故を経験している。11月、陸軍通信部長副官に着任。
1913年にアーノルドは結婚し、当時独身者のみに許された資格であったパイロットの資格を失う。再びフィリピン勤務となり、ジョージ・C・マーシャルと知り合った。二人はすぐに友人となり、アーノルドは後々までマーシャルをサポートすることになる。1915年大尉任官。ロックウェル基地の操縦術教練部に配属される。再びパイロット資格取得のための訓練を受けた。
1917年2月、パナマに着任。1917年5月、アメリカの第一次世界大戦の参加が決めるとアーノルドはワシントンに呼び戻された。1917年6月17日、少佐に昇格。さらに1917年8月5日に大佐へ昇格。信号隊の航空部門で情報サービスを担当した。陸軍航空部が創設されると補佐部員（ assistant executive officer。1918年2月からはassistant director）として着任。1918年11月、アーノルドは終戦時にフランスへ航空活動の視察のため出張する。1919年帰国後にカリフォルニア州コロナドの航空業務監督、サンフランシスコのプレシディオ第9部隊航空将校を務める。1920年6月、アーノルドは大尉まで降格したが、翌月少佐まで昇進する。1922年10月、カリフォルニア州ロックウェルフィールドの司令に着任。1925年秋、ウィリアム・ミッチェルが反抗罪で裁かれた際に軍法会議でミッチェル側で証言した。アーノルドはミッチェルの航空戦略、空軍独立論の信念に共感していた。その後はカンザス州フォートライリーのマーシャルフィールド航空部隊の指揮へ回された。
1927年、カール・A・スパーツとともに、アメリカとキューバの間での航空郵便業務を行うことを目的として、フロリダ州のマイアミを拠点にパンアメリカン航空の創設に協力した。創業者のファン・トリップとアーノルドは友人であった。
1928年、オハイオ州フェアフィールド航空基地の操縦術教練部に配属。指揮幕僚大学に入学。1931年、中佐昇進。第1航空団の本拠地であるカリフォルニア州マーチ基地に着任。1934年7月、8月、アーノルドはマーティンB-10爆撃機の編隊を組んで率いてワシントンからアラスカ州フェアバンクスまでの往復飛行記録を達成した。この功績から1935年、2回目のマッキー・トロフィーを受賞する。1935年2月、アーノルドは2つ飛び級で准将に昇進。カリフォルニア州マーチフィールド航空総司令部第一飛行隊の指導を行う。ここでのアーノルドは爆撃男として有名になる。B17、B24の開発を推進し、乗組員の訓練にも励んだ。1936年1月、ワシントン航空隊副司令官に着任。1938年9月29日、少将昇進。同航空隊司令官に着任。

### 第二次世界大戦
1941年6月30日、アーノルドの所属がアメリカ陸軍航空軍 (Army Air Force）に変更される。12月、中将に昇進。アメリカは第二次世界大戦に参加。
1942年3月、アメリカ合衆国陸軍省（the War Department General Staff）が組織され、アーノルドはアメリカ陸軍航空軍司令官に任命された。大将に昇進。同年コリアー・トロフィー受賞。
1943年2月28日、アフリカでカサブランカ会談に出席し、さらにその後中国を訪問する日程を終えて帰国した直後、最初の心臓発作を起こした。ウォルター・リード陸軍病院に数日間入院し、その後は回復期にある患者向けの病院に転用されていたフロリダ州コーラルゲーブルスのビルトモア・ホテルで3週間静養した。この時、陸軍の規定によって一時軍務から離れることを余儀なくされたが、4月になるとアーノルドは体調の回復を訴え、ルーズヴェルト大統領は「毎月大統領に健康状態を報告する。」という条件付きで前述の規定の適用を撤回し、アーノルドを軍務に復帰させた。しかし5月10日、再び心臓発作を起こした。この時もウォルター・リード陸軍病院に10日間入院したが、回復後に復帰する。
1943年8月27日、アーノルドは日本敗北のための空戦計画を提出する。日本都市産業地域への大規模で継続的な爆撃を主張し、焼夷弾の使用に関しても言及していた。アーノルドは科学研究開発局長官ヴァネヴァー・ブッシュから「焼夷攻撃の決定の人道的側面については高レベルで行われなければならない」と注意されていたが、アーノルドが上層部へ計画決定要請を行った記録はない。1943年10月13日、アーノルドは、ジョセフ・スティルウェルが提出したトワイライト計画の改定案をルーズベルト大統領に提出。前進基地を四川省の成都とし、日本本土攻撃の開始を1944年4月1日と予定していた。大統領はこれを承認し、11月10日に英国と中華民国から飛行場の確保を取り付け、この計画は日本の早期持続爆撃を目的としたマッターホルン作戦を始動した。
1944年5月10日、B-29爆撃機に関する問題の対応にあたっていた時期に3度目の心臓発作が起こった。この時の症状は軽かったものの、同年6月7日にロンドンで開かれる会合に出席するまでのおよそ1ヶ月間、軍務離脱・静養を余儀なくされた。
アーノルドは1944年8月28日にサイパンの第21爆撃集団司令官に着任したヘイウッド・ハンセル准将に対し「B-29の狙いは大量の爆弾を搭載量しはるか遠くに運ぶ能力という攻撃力にある。しかし現時点この爆撃機性能をいかした攻撃が実行できていない。わが軍で最も優れた部隊の1つを君に任せればB-29をいかして打ちのめすと信じる」という書簡を送った。ハンセルは1944年11月23日から出撃命令を出すが、マリアナ基地の未完と天候に恵まれず戦果を上げることができなかった。アーノルドは中国からのB-29の爆撃をやめさせてその部隊をマリアナに合流させ、1945年1月20日、第21爆撃集団司令官をカーチス・ルメイに交代させた。ルメイが中国で行った高い精度の精密爆撃の腕を買ったためであった。アーノルドは1944年11月13日の時点でルメイの異動は検討していた。1944年12月9日ルメイに対して「B-29ならどんな飛行機も成し遂げられなかったすばらしい爆撃を遂行できると思っていたがあなたこそそれを実証できる人間だ」と手紙を送っている。戦後ハンセルは自分の罷免は精密爆撃から無差別爆撃への政策転換の結果と語っているが、実際はハンセルの任期から無差別爆撃の準備は進められ、実験的に実行もしており、無差別爆撃の方針についてルメイは基本的にハンセルの戦術を踏襲している。1944年12月21日、陸軍元帥に一時昇進。
1945年1月17日、アーノルドが三日間オフィスに出勤していなかったため、首席航空医官が官舎内のアーノルドの健康状態を確認すべく宿舎に行ったが、アーノルドはその医官の入室を頑なに拒んだ。その後アーノルドは再び静養のためフロリダ州コーラルゲーブルス市に移動し、24時間体制の治療・看護を受けられる医療施設で9日間過ごし復帰したが、この入室を拒まれた軍務医官はアーノルドがフロリダへと発った後、アーノルドの個人的な友人である陸軍将官の1人に協力を求め、その陸軍将官に質問することでようやくアーノルドの健康状態を確認することができた。フロリダでの静養の後、アーノルドは再び軍務に復帰することを許されたが、健康状態は芳しくなく、以前のような激務に耐えられるような状態ではなかった。しかし、その後もアーノルドはヨーロッパ各地の航空基地を視察して回るなど、可能な範囲で精力的に任務にあたった。
1945年2月、アメリカは焼夷弾などを使用した無差別爆撃であるドレスデン爆撃を実施。2万5000人とも15万人とも言われる一般市民を虐殺した。同爆撃の非人道性が問題になった際、アーノルドは「ソフトになってはいけない。戦争は破壊的でなければならず、ある程度まで非人道的で残酷でなければならない」と語っている。
3月、東京大空襲のためにサイパン島でB-29に焼夷弾を積む式典でアーノルドは「私からのメッセージとして聞いてくれ。東京を空襲する意義をみんなに伝えたい。第20爆撃集団は中国からすでに東京へ出撃したが、日本との距離が遠すぎてたとえB-29とはいえごく一部しか到達できずに苦労している。今君たちは日本に最も近い基地にいる。もっとたくさんの爆弾を運び北海道から九州まで日本の軍事産業拠点をすべて攻撃できる。君たちが日本を攻撃する時に日本人に伝えてほしいメッセージがある。そのメッセージを爆弾の腹に書いてほしい。日本の兵士たちめ。私たちはパールハーバーを忘れはしない。B-29はそれを何度もお前たちに思い知らせるだろう。何度も何度も覚悟しろ」と演説した。ルメイが東京空襲に成功すると、3月10日にアーノルドは「おめでとう。この任務で君の部下はどんなことでもやってのける度胸があることを証明した」とメッセージを送った。またルメイに「空軍は太平洋戦争に主要な貢献をなしうる機会を手にした」と賛辞を送った。
1945年5月7日-8日、イタリアに本拠を置いていた第456爆撃航空群を訪問していた際にドイツ降伏の知らせを受けた。
アーノルドは1945年6月16日の日記に「アメリカでは日本人の蛮行が全く知られていない」「ジャップを生かしておく気など全くない。男だろうが女だろうがたとえ子供であろうともだ。ガスを使ってでも火を使ってでも日本人という民族が完全に駆除されるのであれば何を使ってもいいのだ」と書いている。6月17日の日記には「マッカーサーはさらなる日本攻撃にB-29を使う我々の計画への理解が足りていなかった。ジャップの30か所の都市部と産業地域を破壊したうえで侵攻地域となる場所には一か月ごとに20万トンの爆弾を投下し侵攻する日には8万トンを投下することをちゃんと説明したらマッカーサーも気に入ったようだ」とある。7月23日には「スターリンとチャーチルに『現在のペースでB-29が飛び続ければ東京には何も残っていないことでしょう。そこで会議することになりますね』と言った」とある。

### 戦後
1945年8月、終戦。
戦後アーノルドは、3つの殊勲十字章、殊勲飛行十字章を叙勲。モロッコ、ブラジル、ユーゴスラビア、ペルー、フランス、メキシコ、イギリスからも勲章を送られた。1946年3月23日陸軍元帥に昇進。
1946年6月30日に退役。翌47年9月にアメリカ陸軍航空軍は独立しアメリカ空軍となり、1949年に議会はアーノルドを最初で唯一の空軍元帥に昇格させる。
1950年1月15日、カリフォルニア州ソノマの牧場兼自宅で死去した。

## 人物
- コロラドスプリングスにある空軍士官学校の広場中央には地球儀を持ち日本を指さしているアーノルドの像がある[13]。
- テネシー州タラホーマのアーノルド空軍基地内のアーノルド技術開発センターは、敬意を表して命名されたものである[1]。
- アーノルドは終戦をキーワードに空襲を人道的な攻撃として説いていた。国防総省首席研究官ジョン・ヒューストンによれば、アーノルドにとって東京空襲自体は重要なことではなく、空爆がいかに戦争終結に役立ったかを見せつけることが重要だった。陸軍の一部門ではない、独立した「空軍」設立の悲願達成のため、B-29の活躍によって戦争を終結させたかったからだという[14]。
- アーノルドは1943年から1945年までの3年の間に4回もの心臓発作に見舞われ、その都度入院や休暇による静養を余儀なくされた。彼はいかなる批判を受けようとも自身のプレゼンスが必要とされていると考えていたため、大戦中は会議や部隊・基地の視察などで国内外の各地を飛び回っており、これが大きなストレスの原因と見られている。また、アーノルドはウィリアム・リーヒ海軍大将（のちに元帥）が議長を務める統合参謀本部のメンバーに加わっていたが、当時すでに大きな役割を担い、作戦指揮権も陸軍地上軍から独立していたとはいえ、歴史も浅く組織的にはまだ陸軍の一部に過ぎなかった航空軍の司令官であるアーノルドを、陸軍参謀総長のジョージ・マーシャル将軍や海軍作戦部長のアーネスト・キング提督と同等の参謀総長クラスの将官とみなすことに否定的な者がいたこともストレスの原因であった。

### 伝記
- 源田孝『アーノルド元帥と米陸軍航空軍』芙蓉書房出版、2023年